# Lysá pod Makytou
Lysá pod Makytou (slowak. „Lysá unter der Makyta“, bis 1927 nur „Lysá“; ungarisch Fehérhalom – bis 1902 Lissza oder älter Lisza) ist eine Gemeinde in der Nordwestslowakei. Sie liegt im Tal des Flusses Biela voda unterhalb des Lissapasses zwischen den Weißen Karpaten und dem Javorník-Gebirge, etwa 15 km von Púchov in der Slowakei und 32 km von tschechischen Vsetín entfernt.
Die erste schriftliche Erwähnung erfolgte 1471 als Lyzsa. Zur Gemeinde gehören auch Gemeindeteile Dešná und Strelenka.
Im Gemeindeteil Strelenka besteht ein Straßen- und Eisenbahngrenzübergang (Bahnstrecke Púchov–Horní Lideč) zu Tschechien (Gemeinde Střelná).

## Bevölkerung
| Jahr                | 1994 | 2004    | 2014    | 2024    |
| ------------------- | ---- | ------- | ------- | ------- |
| Anzahl der Personen | 2173 | 2155    | 2127    | 1964    |
| Unterschied         |      | −0,82 % | −1,29 % | −7,66 % |

| Jahr                | 2023 | 2024    |
| ------------------- | ---- | ------- |
| Anzahl der Personen | 2001 | 1964    |
| Unterschied         |      | −1,84 % |